# المركز الإسلامي في المالديف
المركز الإسلامي في المالديف رسميا يسمى المسمى رسميا مسجد السلطان محمد تكرفان الأعظم، المسجد يعتبر معلم معماري في ماليه عاصمة جزر المالديف .

## البناء
افتحت جزر المالديف المركز الإسلامي ومسجدالسلطان محمد ثاكوروفانو العزام في شهر نوفمبر تشرين الثاني من عام 1984 من قبل الرئيس مأمون عبد القيوم، وهو عبارة عن مسجد جمعة كبير يوجد بداخله المركز الإسلامي، والذي سمي على اسم واحد من أكثر الأبطال شهرة في جزر المالديف وهو السلطان محمد ثاكوروفانو العزام، المسجد أيضا يعتبر الأكبر في جزر المالديف، وهو أيضا واحد من أكبر المساجد في جنوب آسيا، وبامكانه استيعاب أكثر من 5000 مصلي في وقت واحد.

## مرافق المسجد
يقدم المركز الإسلامي ومسجدالسلطان محمد ثاكوروفانو العزام قاعة مؤتمرات كبيرة، حيث تعقد الاجتماعات الرسمية والاحتفالات فيها، وتحتوي مكتبة إسلامية وتحتوي عدد الكثير من المكاتب، كما يضم المسجد مركز وزارة الشؤون الإسلامية، والذي من تاريخ الحادي عشر من شهر نوفمبر من عام 2008 حل محل المجلس الأعلى للشؤون الإسلامية، والذي تأسس من قبل الرئيس السابق مأمون عبد القيوم .

## العمارة
وعلاوة على ذلك يعمل المركز الإسلامي كمنطقة جذب سياحي رئيسي من ماليه، وذلك نظرا لموقعه بالقرب من الرصيف الرئيسي للعاصمة ماليه، ويرجع ذلك إلى الهندسة المعمارية الجميلة للمسجد، المسجد له قبة ذهبية رائعة، القبة الذهبية مشرقة للمسجد هي في صدارته، وكذلك الجدران الداخلية مزينة بمنحوتات خشبية جميلة زينت بالخط العربي الجميل، كما يضم المسجد المركز الإسلامي المكون من ثلاثة طوابق، والذي افتتح في قي مسجدالسلطان محمد ثاكوروفانو العزام في عام 1984، المسجد هو الأكبر في جزر المالديف وله طاقة استيعابية تقدر بأكثر من 5،000 مصلي .